# Guélendeng
 Guélendeng è un comune del Ciad situato nel dipartimento di Mayo-Lémié, provincia di Mayo-Kebbi Est.
È il capoluogo del dipartimento.